# Gruppo diedrale
In matematica, il gruppo diedrale di ordine {\displaystyle 2n} è il gruppo formato dalle isometrie del piano che lasciano immutati i poligoni regolari a {\displaystyle n} lati.
L'aggettivo diedrale deriva da diedro (dal greco: solido a due facce), che a sua volta origina dalla possibilità di considerare un poligono come un solido degenere ad altezza nulla.
Il gruppo diedrale viene usualmente indicato con {\displaystyle {\mbox{D}}_{n}}; si usano anche le notazioni {\displaystyle {\mbox{Dih}}_{n}} e {\displaystyle {\mbox{D}}_{2n}}.

## Gli elementi del gruppo diedrale
Gli elementi base del gruppo sono le rotazioni del poligono pari all'n-esima parte dell'angolo giro, e la riflessione attorno ad un asse di simmetria del poligono. Esistono in tutto {\displaystyle n} rotazioni possibili e {\displaystyle n} assi di simmetria per un poligono di {\displaystyle n} lati, per cui il gruppo diedrale corrispondente è formato da {\displaystyle 2n} elementi.

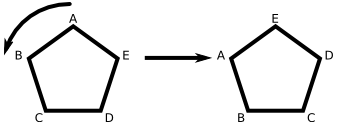
Una rotazione del pentagono di

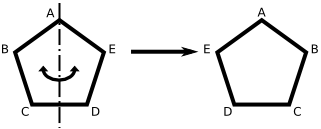
Una riflessione del pentagono attorno al proprio asse di simmetria

Indicato con {\displaystyle r} la rotazione di {\displaystyle {\frac {2\pi }{n}}} radianti in senso antiorario, e {\displaystyle s} la riflessione attorno ad uno degli assi di simmetria, valgono le seguenti relazioni:
- {\displaystyle r^{n}=1}: dopo {\displaystyle n} rotazioni si ritorna sui vertici di partenza;
- {\displaystyle s^{2}=1}: due riflessioni consecutive si annullano;
- {\displaystyle r^{k}s=sr^{n-k}}: in particolare, il gruppo non è commutativo;
- ogni simmetria si può ottenere come composizione di {\displaystyle s} e di un adeguato numero di rotazioni {\displaystyle r};
- la composizione di due rotazioni o due riflessioni è una rotazione; la composizione di una rotazione e una riflessione è una riflessione.

Segue che è possibile generare tutto il gruppo da {\displaystyle r} ed {\displaystyle s}; in alternativa, poiché due riflessioni consecutive sono uguali ad una rotazione, si può generare il gruppo a partire da due riflessioni {\displaystyle s_{1}} e {\displaystyle s_{2}} (pertanto il gruppo diedrale è di Coxeter).

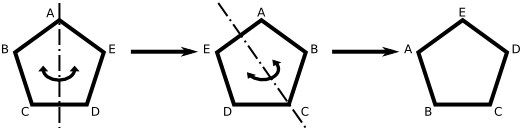
Un rotazione si può ottenere come la composizione di due riflessioni

## Definizioni equivalenti
È possibile dare per il gruppo diedrale numerose definizioni equivalenti alla precedente:
- è il gruppo con presentazione

{\displaystyle \langle r,s\mid r^{n}=1,s^{2}=1,srs=r^{-1}\rangle }
oppure
{\displaystyle \langle s_{1},s_{2}\mid s_{1}^{2}=s_{2}^{2}=(s_{1}s_{2})^{n}=1\rangle };
- è il prodotto semidiretto dei gruppi ciclici {\displaystyle \mathbb {Z} _{n}} e {\displaystyle \mathbb {Z} _{2}}, con {\displaystyle \mathbb {Z} _{2}} che agisce su {\displaystyle \mathbb {Z} _{n}} per inversione;

## Proprietà
- per {\displaystyle n\geq 3}, {\displaystyle {\mbox{D}}_{n}} è un sottogruppo del gruppo simmetrico {\displaystyle S_{n}};
- dato un numero {\displaystyle m} che divide {\displaystyle n}, {\displaystyle {\mbox{D}}_{n}} ha {\displaystyle {\frac {n}{m}}} sottogruppi di tipo {\displaystyle {\mbox{D}}_{m}} e un sottogruppo di tipo {\displaystyle \mathbb {Z} _{m}};

### Proprietà che dipendono dalla parità dei lati
Gli assi di simmetria di un poligono sono disposti in maniera diversa, a seconda che il numero dei suoi lati sia pari (metà degli assi passano per i vertici opposti e metà passano per il centro dei lati opposti) oppure dispari (ogni asse passa per un vertice e il centro del lato opposto). Questo comporta che alcune delle proprietà del gruppo diedrale associato possono variare a seconda della parità di {\displaystyle n}:
- il centro del gruppo, ovvero l'insieme degli elementi che commutano con tutto il gruppo, è formato dalla sola identità se {\displaystyle n} è dispari, mentre contiene anche l'elemento {\displaystyle r^{\frac {n}{2}}} (equivalente alla rotazione di 180°) se {\displaystyle n} è pari.
- se {\displaystyle n} è dispari, tutte le riflessioni appartengono alla stessa classe di coniugio; se invece {\displaystyle n} è pari esistono due classi di coniugio separate: le riflessioni attorno agli assi passanti per i vertici e quelle attorno agli assi passanti per i lati non sono collegabili fra di loro mediante rotazioni.

## Gruppi diedrali piccoli
Il caso {\displaystyle n=1} è considerato degenere e non è menzionato da molti autori; si può considerare come il gruppo composto dalla sola rotazione di {\displaystyle 2\pi } e dalla simmetria lungo una qualunque retta; corrisponde al gruppo {\displaystyle \mathbb {Z} _{2}}.
Il caso {\displaystyle n=2} (simmetrie del piano che lasciano invariato un 2-agono, cioè un segmento) è generato dalla rotazione di {\displaystyle \pi } e dalla riflessione attorno all'asse del segmento. Queste due trasformazioni, pur essendo identiche sui punti del segmento, non lo sono per l'intero piano. Il gruppo è isomorfo a {\displaystyle \mathbb {Z} _{2}\times \mathbb {Z} _{2}} (gruppo di Klein).
{\displaystyle {\mbox{D}}_{1}} e {\displaystyle {\mbox{D}}_{2}} sono gli unici gruppi diedrali commutativi.

## Gruppi diedrali e radici dell'unità
L'insieme delle radici n-esime dell'unità, dato da
{\displaystyle \left\{r_{k}=\cos {\frac {2\pi k}{n}}+i\sin {\frac {2\pi k}{n}}:\,k=0,\,1,\,\ldots ,\,n-1\right\}\subseteq (\mathbb {C} )}
sul piano complesso corrisponde ai vertici di un poligono a {\displaystyle n} lati. La moltiplicazione per {\displaystyle r_{1}} corrisponde alla rotazione di {\displaystyle {\frac {2\pi }{n}}}, mentre l'operazione di coniugazione complessa {\displaystyle {\overline {x+iy}}=x-iy} corrisponde alla riflessione lungo l'asse reale. Segue che il gruppo generato a partire da queste due operazioni, con l'operazione di composizione, è il gruppo diedrale di ordine {\displaystyle n}.

## Generalizzazioni

### Gruppo diedrale infinito
Il gruppo diedrale ha tra i suoi generatori una rotazione {\displaystyle a} di un angolo sottomultiplo razionale dell'angolo giro, per cui esiste sempre un intero {\displaystyle n} per cui {\displaystyle a^{n}} è l'identità, e il gruppo generato è di ordine finito; se invece consideriamo rotazioni che non sono multiple razionali di {\displaystyle 2\pi }, non esiste alcuna loro potenza che sia l'identità; segue che il gruppo generato (indicato con {\displaystyle D_{\infty }}) ha infiniti elementi.
La sua presentazione è data da {\displaystyle \langle r,s\mid s^{2}=1,srs=r^{-1}\rangle } oppure {\displaystyle \langle s_{1},s_{2}\mid s_{1}^{2}=s_{2}^{2}=1\rangle }.

### Gruppo diedrale generalizzato
Dato un gruppo commutativo {\displaystyle H}, il gruppo diedrale generalizzato di {\displaystyle H}, che si indica con {\displaystyle {\mbox{D}}(H)}, è il prodotto semidiretto di {\displaystyle H} e di {\displaystyle \mathbb {Z} _{2}}, con {\displaystyle \mathbb {Z} _{2}} che agisce su {\displaystyle H} per inversione.
Valgono cioè le regole di moltiplicazione:
{\displaystyle {\begin{matrix}\forall h_{1},\,h_{2}\in H,\,t_{2}\in \mathbb {Z} _{2}:\\(h_{1},0)\cdot (h_{2},t_{2})&=&(h_{1}+h_{2},t_{2})\\(h_{1},1)\cdot (h_{2},t_{2})&=&(h_{1}-h_{2},1+t_{2})\end{matrix}}}
Poiché {\displaystyle {\mbox{D}}(\mathbb {Z} _{n})={\mbox{D}}_{n}} e {\displaystyle {\mbox{D}}(\mathbb {Z} )={\mbox{D}}_{\infty }}, questa definizione estende quella di gruppo diedrale di un poligono.
Gli elementi del tipo {\displaystyle (h,0)} corrispondono alle rotazioni e formano un sottogruppo normale di {\displaystyle {\mbox{D}}(H)} isomorfo ad {\displaystyle H}, mentre gli elementi del tipo {\displaystyle (h,1)} corrispondono alle riflessioni.